# Ierland op het Eurovisiesongfestival 1992
Ierland nam deel aan het Eurovisiesongfestival 1992 in Malmö, Zweden.
Het was de 26ste deelname van Ierland aan het festival.
De nationale omroep RTE was verantwoordelijk voor de bijdrage van Ierland voor 1992.

## Selectieprocedure
De Ierse Nationale finale werd gehouden op 29 maart 1992 en werd uitgezonden door de RTÉ, gepresenteerd door Pat Kenny.
Acht acts deden mee in de finale en de winnaar werd gekozen door 10 regionale jury's..

| Volgorde | Artiest        | Lied                       | Punten | Plaats |
| -------- | -------------- | -------------------------- | ------ | ------ |
| 1        | The Last Word  | "Feel the Pain"            | 79     | 2de    |
| 2        | Patricia Roe   | "Your Love"                | 79     | 2de    |
| 3        | Joe O'Meara    | "Inside My Restless Heart" | 74     | 4de    |
| 4        | Luv Bug        | "Close To Your Heart"      | 45     | 8ste   |
| 5        | Connor Stevens | "Higher"                   | 66     | 5de    |
| 6        | Alannah        | "Le Chéile Arís"           | 53     | 6de    |
| 7        | Linda Martin   | "Why me?"                  | 105    | 1ste   |
| 8        | Karen Dowling  | "Call To Me"               | 49     | 7de    |

## In Malmö
In Zweden moest Ierland aantreden als 17de, na het Verenigd Koninkrijk en voor Denemarken.
Op het einde van de puntentelling bleek dat Ierland 1ste was geworden met 155 punten. Het was de vierde overwinning van het land op het festival.
Men ontving 3 keer het maximum van de punten.
Nederland en België gaven respectievelijk 10 en 7 punten voor deze inzending.

### Gekregen punten

#### Finale
| 12 punten                       | 10 punten                                                                        | 8 punten              | 7 punten                       | 6 punten      |
| ------------------------------- | -------------------------------------------------------------------------------- | --------------------- | ------------------------------ | ------------- |
| - Griekenland - Malta - Turkije | - Denemarken - Duitsland - Finland - Luxemburg - Nederland - Oostenrijk - Zweden | - Verenigd Koninkrijk | - België - IJsland - Noorwegen | - Zwitserland |
| 5 punten                        | 4 punten                                                                         | 3 punten              | 2 punten                       | 1 punt        |
| - Cyprus                        | - Portugal                                                                       |                       | - Italië - Joegoslavië         | - Spanje      |

### Punten gegeven door Ierland

#### Finale
Punten gegeven in de finale:
| 12 punten | Oostenrijk          |
| 10 punten | Malta               |
| 8 punten  | Nederland           |
| 7 punten  | Verenigd Koninkrijk |
| 6 punten  | Cyprus              |
| 5 punten  | Frankrijk           |
| 4 punten  | Joegoslavië         |
| 3 punten  | Turkije             |
| 2 punten  | Duitsland           |
| 1 punt    | Zwitserland         |

1965 · 1966 · 1967 · 1968 · 1969 · 1970 · 1971 · 1972 · 1973 · 1974 · 1975 · 1976 · 1977 · 1978 · 1979 · 1980 · 1981 · 1982 · 1983 · 1984 · 1985 · 1986 · 1987 · 1988 · 1989 · 1990 · 1991 · 1992 · 1993 · 1994 · 1995 · 1996 · 1997 · 1998 · 1999 · 2000 · 2001 · 2002 · 2003 · 2004 · 2005 · 2006 · 2007 · 2008 · 2009 · 2010 · 2011 · 2012 · 2013 · 2014 · 2015 · 2016 · 2017 · 2018 · 2019 · 2020 · 2021 · 2022 · 2023 · 2024 · 2025